# 点都德
点都德是发端于广州的大型连锁式粤式茶楼，取名来源于粤语“点都得”，意为“怎样都没有问题”，创办于2014年，由广州市点都德饮食有限公司运营，主要供应蜜汁叉烧包、虾饺等广式点心和传统礼饼，截至2020年3月，点都德在中国拥有48家门店。

## 历史
1933年，归国华人沈绍清与广州白云区龙归镇商贾周公之女结为夫妇，并接管岳父的“龙归茶楼”，将其改名为“德香楼”，1966年因文化大革命影响被迫关闭。1978年，沈绍清第三子沈振伦在广州开设“妙香园”饭店，1988年在越秀区开设豪贤饭店和三大碗美食街，1997年、1998年先后开办南国酒家、东兴顺酒家。2013年，沈振伦之子沈志辉选择在祖业的一栋西关洋楼重建祖上茶楼，并取名为“点都德”大茶楼，在筹备一年后于2014年在广州西关龙津路正式开业。
与传统茶楼相异的是，点都德的茶市供应不限于早市时段，而是持续一整天、覆盖早中晚用餐时段，全天用的是同一份菜单，为方便供应对传统茶点进行了标准化的改良，并推出诸如日式青芥三文鱼挞、泰式冰榴莲、金沙红米肠等新派点心。
2007年10月，点都德试水在广州本土市场以外异地扩张，门店扩至深圳、佛山等珠三角地区。2018年8月，在上海开出省外首店。2020年1月，新品牌“德小馆”在上海营业。

## 旗下品牌
- 点都德：主打大众化的全天茶市点心。
- 点都德饼铺：经营鸡仔饼、老婆饼、合桃酥等粤式传统糕点。
- 毕德寮：取粤语“不得了”谐音，主打高端跨界融合粤式茶点。
- 德小馆粤式菜馆：主打高端粤式料理，首店位于上海正大广场[6]。